# Речно попче
Речно попче (Neogobius fluviatilis) е вид лъчеперка от семейство Попчеви (Gobiidae).

## Разпространение
Видът е разпространен в Беларус, България, Грузия, Молдова, Румъния, Русия, Турция и Украйна.